# Eucera nitidiventris
Eucera nitidiventris är en biart som beskrevs av Alexander Mocsáry 1879.
Eucera nitidiventris ingår i släktet långhornsbin och familjen långtungebin. Inga underarter finns listade i Catalogue of Life.